# Batalha de Tuyú Cué
A Batalha de Tuyú Cué foi uma pequena emboscada paraguaia contra as linhas de suprimentos do exército aliado em agosto de 1867, durante a Guerra do Paraguai . As tropas paraguaias, lideradas pelo major Bernardino Caballero , conseguiram surpreender um comboio e seus guardas, mas foram repelidas após uma rápida reação aliada.

## Fundo
A Guerra do Paraguai já durava mais de dois anos quando esta batalha aconteceu; os exércitos aliados já haviam avançado profundamente para o Paraguai, auxiliados pela superioridade da Marinha Brasileira no rio Paraguai após a vitória em Riachuelo em 1865. O principal obstáculo entre eles e Assunção , a capital paraguaia, era a Fortaleza de Humaitá, que bloqueava o rio e se mostrava formidável demais para ser enfrentada em um ataque direto. Isso foi provado na Batalha de Curupaiti pouco menos de um ano antes, onde uma força majoritariamente argentina sofreu uma derrota sangrenta em um ataque contra uma posição de apoio a Humaitá. Um cerco então começou, onde tanto os exércitos aliados quanto os paraguaios tiveram dificuldades de abastecimento.

## Batalha
Entre Humaitá e Tuyutí , um pântano que ancorava a posição aliada, havia algumas estradas principais que eram usadas tanto pelas forças aliadas quanto pelas paraguaias para suprimentos e comunicações. Entre elas estava Tuyú Cué. A posição, uma pequena vila com alguns laranjais, havia sido usada pelo Exército Paraguaio antes que os avanços aliados a tornassem insustentável; os aliados então assumiram o controle dela, e ela fazia parte de muitas de suas maiores trilhas de suprimentos. No final de julho de 1867, ela abrigaria a maior parte do exército aliado engajado na campanha de Humaitá.

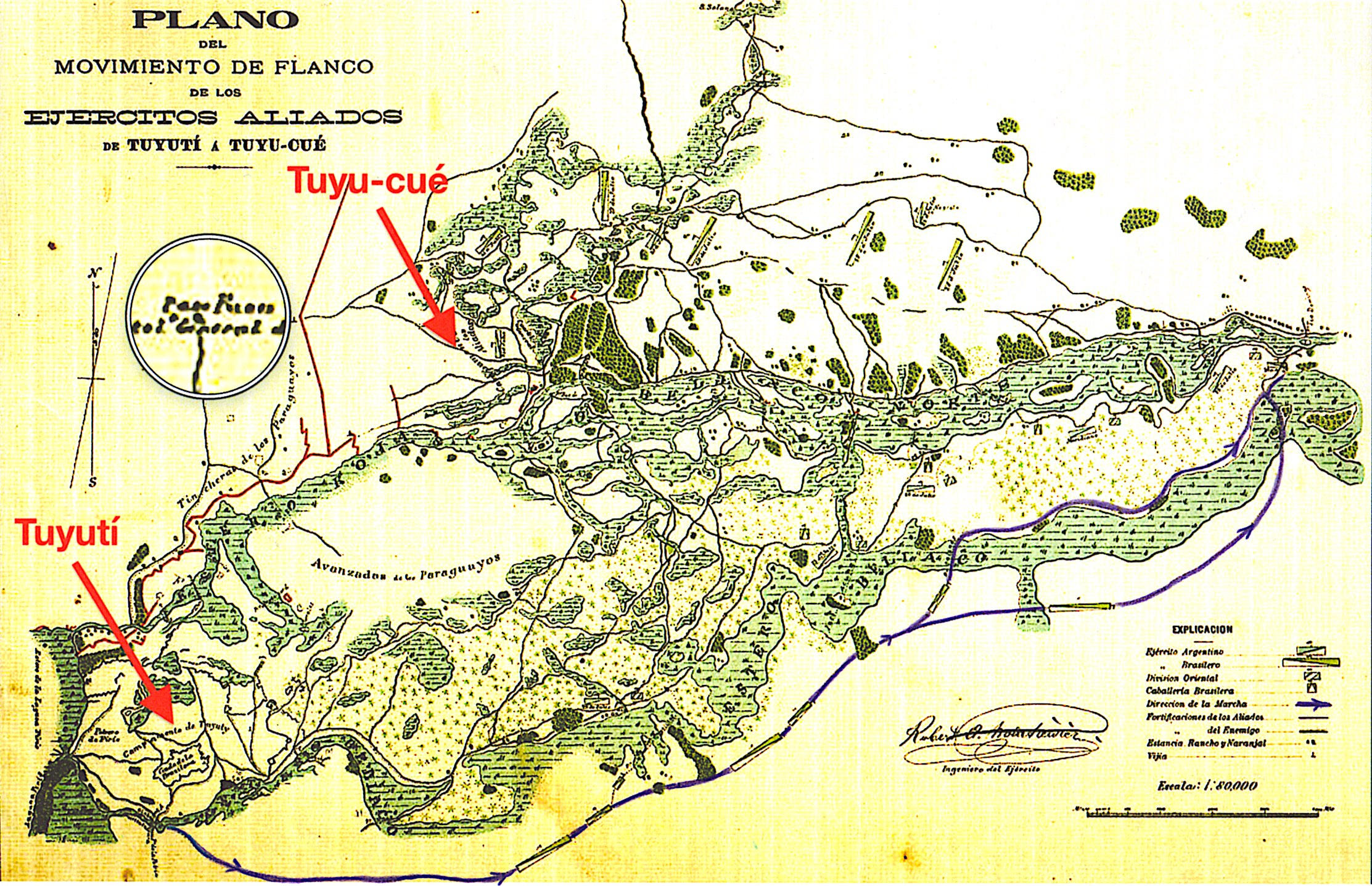
Um mapa mostrando a distância entre o acampamento aliado em Tuyutí e o mais para o interior, Tuyú Cué, 13 quilômetros. O rio Paraguai está no canto inferior esquerdo do mapa.

O líder paraguaio Francisco Solano López decidiu interromper as linhas de abastecimento aliadas com uma emboscada, com o objetivo adicional de capturar material e causar estragos em geral. O Major Bernardino Caballero liderou a operação, estando à frente de uma unidade móvel projetada para esse tipo de guerra irregular.
A força paraguaia, composta por entre 300 e 400 soldados de infantaria, apoiados por mais de 400 cavaleiros à distância, montou uma emboscada na trilha entre Tuyutí e Tuyú Cué. Quando um comboio de suprimentos passou, os emboscadores dispararam duas saraivadas contra eles, o que forçou os guardas e motoristas do comboio a correr. Em resposta, o Conde de Porto Alegre enviou três corpos de cavalaria e uma brigada de infantaria contra o inimigo; duas das unidades de cavalaria foram enviadas para cortar a retirada paraguaia. Entre a cavalaria paraguaia, que foi atacada pela cavalaria aliada, houve mais de 80 mortos e 10 prisioneiros; entre os aliados, dois oficiais foram mortos e alguns homens ficaram feridos. O comboio foi recuperado, embora severamente danificado, de acordo com o relatório oficial do Conde. 

### Consequências
Este engajamento, embora pequeno em comparação a outros que ocorreram na campanha de Humaitá, como a Batalha de Curupayty e a Segunda Batalha de Tuiuti , foi parte do motivo pelo qual o Cerco de Humaitá demorou tanto para ser concluído, apesar da disparidade de força entre os exércitos aliados e paraguaios. Jourdan menciona que esse tipo de escaramuça por suprimentos era comum nesta fase da campanha, citando outra emboscada paraguaia que ocorreu em 24 de setembro com um número muito maior de baixas para os aliados, a Batalha de Estero Rojas.
Nos relatos do soldado paraguaio Leandro Pineda, é mencionado que através desta ação “[eles] ganharam posse de sabão, biscoitos, roupas, alguns rolos de papel e outros itens dos quais não me lembro”.